# Abd al-Ati al-Ubayyidi
Abd al-Ati al-Ubayyidi (arabiska: عبد العاطي العبيدي, ʿAbd al-ʿĀṭī al-ʿUbayyidī), även Abdelati Obeidi, född 10 oktober 1939 i Al Jabal al Akhdar-distriktet, död 16 september 2023 i Tripoli, var en libysk politiker och diplomat Han var premiärminister 1977–1979 och utrikesminister 1982–1984 samt även 2011.  
År 1977 tillträdde al-Ubayyidi som Libyens regeringschef. Två år senare beslöt sig Libyens diktator Muammar al-Gaddafi att avstå från den nominella posten som statschef. Djadallah Azzuz at-Talhi tillträdde 1979 som ny regeringschef och al-Ubayyidi blev statschef i egenskap av Allmänna folkkongressens generalsekreterare. År 1981 fick Muhammad az-Zaruq Rajad överta generalsekreterarskapet.
Som utrikesminister tjänstgjorde al-Ubayyidi i två repriser, första gången mellan 1982 och 1984 och andra gången under Libyska inbördeskriget 2011. Under sin diplomatkarriär har han bland annat varit beskickningschef i Rom.
Rebellerna meddelade den 1 september 2011 att de hade tillfångatagit al-Ubayyidi.